# 슬로바키아어
슬로바키아어(슬로바키아어: slovenský jazyk 또는 slovenčina)는 서슬라브어군에 속하는 언어로, 동유럽에 위치한 슬로바키아의 공용어이다. 사용 인구는 대부분 슬로바키아인이다.
체코어와 유사하여 두 언어 간에는 다소의 상호의사소통성이 있다. 체코어와 슬로바키아어는 슬로바키아의 극동부방언, 체코어의 모라비아 방언을 제외하면 어느 정도 통한다. 그 외에 같은 서슬라브어군에 속하는 폴란드어와도 상당한 유사성이 나타나지만 상호 의사소통이 가능할 정도는 아니다. 이 언어는 역사, 지리적 이유로 인해 독일어(오스트리아식 독일어), 폴란드어, 우크라이나어, 헝가리어의 영향도 일부 받았으며, 이는 주로 어휘 면에서 드러난다.

## 분포와 지위
슬로바키아 공화국의 언어법에 의해 규정된 표준 슬로바키아어는 슬로바키아의 국가 공용어이며, 세르비아의 보이보디나 자치주에서도 슬로바키아어가 공용어로 인정되었다. 또한 상당수의 슬로바키아어 화자 집단이 분포한 체코, 폴란드, 헝가리, 크로아티아, 오스트리아에서 지역 언어로서의 지위가 인정되고 있다. 이외에 미국 등지의 슬로바키아인 디아스포라에서 종종 사용된다.

## 방언
동부-중부-서부의 3갈래의 방언군으로 나뉘어 있다. 동부 방언과 서부 방언은 비슷하고, 중부 방언은 남슬라브어(특히 크로아티아어와 슬로베니아어)와 일부 공통점을 갖고 있다.

## 문자
표기에는 로마자를 사용하며, 여기에 더하여 4가지의 발음 구별 기호(ˇ, ´, ¨, ˆ)가 일부 문자에 추가된다.
- A a [a]
- Á á [aː]
- Ä ä [ɛɐ̯~ɛ]
- B b [b]
- C c [ts]
- Č č [tʂ]
- D d [d]
- Ď ď [ɟ]
- Dz dz [dz]
- Dž dž [dʐ]
- E e [ɛ]
- É é [ɛː]
- F f [f]
- G g [ɡ]
- H h [ɦ]
- Ch ch [x]
- I i [i]
- Í í [iː]
- J j [j]
- K k [k]
- L l [l]
- Ľ ľ [ʎ]
- Ĺ ĺ [lː]
- M m [m]
- N n [n]
- Ň ň [ɲ]
- O o [ɔ]
- Ó ó [ɔː]
- Ô ô [ʊɔ̯]
- P p [p]
- Q q [kʋ]
- R r [r]
- Ŕ ŕ [r̩ː]
- S s [s]
- Š š [ʂ]
- T t [t]
- Ť ť [c]
- U u [u]
- Ú ú [uː]
- V v [v~ʋ]
- W w [v~ʋ]
- X x [ks]
- Y y [i]
- Ý ý [iː]
- Z z [z]
- Ž ž [ʐ]

## 발음

### 자음
슬로바키아어의 자음을 국제 음성 기호의 기본적인 자음 표에 나타내면 다음과 같다.
|        |        | 양순 | 양순 | 순치 | 순치 | 치음 | 치음 | 치조 | 치조 | 후치경 | 후치경 | 권설 | 권설 | 경구개 | 경구개 | 연구개 | 연구개 | 구개수 | 구개수 | 인두 | 인두 | 성문 | 성문 |
| ------ | ------ | ---- | ---- | ---- | ---- | ---- | ---- | ---- | ---- | ------ | ------ | ---- | ---- | ------ | ------ | ------ | ------ | ------ | ------ | ---- | ---- | ---- | ---- |
| 파열음 | 파열음 | p    | b    |      |      |      |      | t    | d    |        |        |      |      | c      | ɟ      | k      | ɡ      |        |        |      |      |      |      |
| 비음   | 비음   | m    | m    |      |      |      |      | n    | n    |        |        |      |      | ɲ      | ɲ      |        |        |        |        |      |      |      |      |
| 설전음 | 설전음 |      |      |      |      |      |      | r    | r    |        |        |      |      |        |        |        |        |        |        |      |      |      |      |
| 탄음   |        |      |      |      |      |      |      |      |      |        |        |      |      |        |        |        |        |        |        |      |      |      |      |
| 마찰음 | 중설음 |      |      | f    | v    |      |      | s    | z    | ʃ      | ʒ      |      |      |        |        | x      |        |        |        |      |      |      | ɦ    |
| 마찰음 | 설측음 |      |      |      |      |      |      |      |      |        |        |      |      |        |        |        |        |        |        |      |      |      |      |
| 접근음 | 중설음 |      |      |      |      |      |      |      |      |        |        |      |      | j      | j      |        |        |        |        |      |      |      |      |
| 접근음 | 설측음 |      |      |      |      |      |      | l    | l    |        |        |      |      | ʎ      | ʎ      |        |        |        |        |      |      |      |      |

- 쌍으로 있는 기호의 경우 왼쪽이 무성음, 오른쪽이 유성음이다.
- 이외에 슬로바키아어의 파찰음으로 [t͡s], [t͡ʃ], [d͡z], [d͡ʒ]가 있다.